# Conan Distrugătorul
Conan Distrugătorul (din engleză Conan the Destroyer) este un film de acțiune fantezie din 1984 regizat de Richard Fleischer după un scenariu de Stanley Mann. Scenariul a fost scris după o povestire de Roy Thomas și Gerry Conway. În film apar Arnold Schwarzenegger, Grace Jones, Olivia d'Abo și Mako Iwamatsu. Este o continuare a filmului din 1982, Conan Barbarul. Filmul este realizat pentru genul spadă și vrăjitorie.